# John Wanamaker

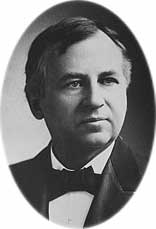
John Wanamaker

John Wanamaker, född 11 juli 1838 i Philadelphia, död 12 december 1922 i Philadelphia, var en amerikansk republikansk politiker, affärsman och religiös personlighet inom presbyterianismen och KFUM-rörelsen. Han kallades "Merchant Prince" och "The Father of Modern Advertising". Han tjänstgjorde 1889-1893 som USA:s postminister i Benjamin Harrisons kabinett.
Wanamaker gifte sig 1860 med Mary Erringer Brown. Paret fick sex barn. En son dog som spädbarn under amerikanska inbördeskriget och dottern Harriett, född 1865, dog 1870. Sonen Rodman Wanamaker (1863-1928) gjorde en betydande insats inom näringslivet och var med om att skapa efterfrågan för franska lyxprodukter i USA.
John Wanamaker grundade Wanamaker's, det första varuhuset i Philadelphia. Han revolutionerade varuhusbranschen i USA med sina reklamer och genom att introducera prislappen. Han gjorde aldrig reklam på söndagar på grund av sin religiösa övertygelse och ansåg att alla kunder borde vara lika inför priset på samma sätt som inför Gud. Wanamaker utnyttjade de tekniker han lärde från John Chambers och andra religiösa ledare i sin affärsverksamhet. Han presenterade sina affärer som rättfärdiga och konkurrenterna som ohederliga. Konkurrenterna kallade honom "Pious John".
Wanamaker var ordförande för KFUM 1870-1883. Som en framstående presbyteriansk ledare i Philadelphia var han med om att grunda nya kyrkor, bland andra Bethany Memorial Church (numera Bethany Collegiate Church) år 1865, John Chambers Memorial Presbyterian Church år 1897 och Bethany Temple Presbyterian Church år 1906.  Wanamaker var den främsta penninginsamlaren bakom Benjamin Harrisons kampanj i presidentvalet i USA 1888. Tack vare sina kontakter inom affärslivet kunde han samla in en stor kampanjkassa. Han själv ansåg att han gjorde det så snabbt att demokraterna aldrig hann märka vad som hade hänt. Wanamaker tjänstgjorde som Postmaster General, postminister i USA:s regering och chef för postverket United States Postal Service, under Benjamin Harrisons hela mandatperiod som president. En av Wanamakers innovationer inom USA:s postväsende var jubileumsfrimärken som till exempel för att fira 400-årsminnet av Columbus första upptäcktsresa. Jubileumsfrimärken mötte kritik i USA:s kongress som onödigt slöseri med pengar men de visade sig mycket populära bland filatelisterna.
Wanamaker chockerade 1915 med sitt förslag att USA skulle köpa Belgien från Kejsardömet Tyskland för att få slut på första världskriget. 100 miljarder $ var summan som Wanamaker ansåg att man kunde betala för Belgien. Han gjorde förslaget i egenskap av privatperson och företagsledare.